# Fritz Imhoff
Fritz Imhoff, född 6 januari 1891 i Wien, Österrike-Ungern, död 24 februari 1961 i Wien, Österrike, var en österrikisk skådespelare och operettsångare. Han medverkade i över 100 österrikiska och tyska filmer.

## Filmografi, urval
- 1935 – Skänk mig ditt hjärta
- 1936 – Kärlekspostiljonen
- 1940 – Muntra kyparna i Wien
- 1941 – Gäckande bruden
- 1942 – Den gudarna älska
- 1944 – Sången om Wien
- 1948 – Den himmelska valsen
- 1949 – Flickorna i Wien
- 1955 – Tre män i snö